# Katissa
Genre
Katissa est un genre d'araignées aranéomorphes de la famille des Anyphaenidae.

## Distribution
Les espèces de ce genre se rencontrent au Costa Rica, au Panama, en Équateur, au Pérou et à Saint-Vincent.

## Liste des espèces
Selon World Spider Catalog (version 18.0, 25/02/2017) :
- Katissa delicatula (Banks, 1909)
- Katissa elegans (Banks, 1909)
- Katissa guyasamini Dupérré & Tapia, 2016
- Katissa kurusiki Dupérré & Tapia, 2016
- Katissa lycosoides (Chickering, 1937)
- Katissa puyu Dupérré & Tapia, 2016
- Katissa simplicipalpis (Simon, 1898)
- Katissa tamya Dupérré & Tapia, 2016
- Katissa yaya Dupérré & Tapia, 2016
- Katissa zimarae (Reimoser, 1939)

## Publication originale
- Brescovit, 1997 : Revisão de Anyphaeninae Bertkau a nivel de gêneros na região Neotropical (Araneae, Anyphaenidae). Revista Brasileira de Zoologia, vol. 13, suppl. 1, p. 1-187 (texte intégral).